# 廣田和民
廣田 和民（ひろた やすたみ、1922年（大正11年）5月5日 - 2008年（平成20年）5月10日）は、元日本陸軍の軍人。最終階級は陸軍主計少佐。戦後は印刷会社を経営。

## 経歴
北海道旭川市出身。父の転勤の関係で旭川市で出生するが、その後地元栃木県宇都宮市で育つ。士族。祖父は宇都宮藩士。父と二代ともに帝国陸軍士官。
旧制栃木県立宇都宮中学（現宇都宮高校）を経て陸軍経理学校に進学。ラバウル、フィリピン、インドシナ各地を転々とし、ボルネオ島にて終戦。終戦時階級は陸軍主計少佐。
終戦直後、オーストラリア軍に投降、同軍収容所にて捕虜生活を送り、翌年1946年（昭和21年）に復員後、鉄道教科書会社に就職。翌年神田文化印刷所に転じる。1947年（昭和23年）に独立し、東京商工、鴻文社、1951年には株式会社和光印刷（のち和光堂広田印刷→和光堂美術印刷株式会社と改称）を相次いで設立。鉄道ピクトリアルや貿易と関税などの印刷を手がけたが、1964年に火災で消失。